# ستين تولغفورس
ِستيِن تولغفورس (بالسويدية:Sten Sture Tolgfors) ، مواليد 17 يوليو 1966م، سياسي سويدي، عمل بمنصب وزير الدفاع السابق من عام 2006 حتى عام 2012 ، ويعود سبب الاستقالة أنه يرفض التحقيقات بشأن مصنع مشتبه به في السعودية لصناعة قاذفات مضادة للدبابات .

## وصلات خارجية
- Sten Tolgfors at the البرلمان السويدي website (بالسويدية)
- Sten Tolgfors نسخة محفوظة 11 مارس 2007 على موقع واي باك مشين. at the حزب التجمع المعتدل website

(بالسويدية)